# Министерство труда (фильм)
«Министерство труда» — французский кинофильм с Луи де Фюнесом.

## Сюжет
После аварии, размеры которой были преувеличены, пара журналистов обвиняет змеелова в совершении преступления. Преданный своим лучшим другом, он решает умереть.